# Robert Duis
Robert Duis (auch Robert Dennis Hamer) (* 14. Mai 1913 in London; † 25. März 1991 in Klosters) war ein deutsch-kanadischer Basketballspieler.

## Laufbahn
Duis spielte Basketball beim DSC Berlin und nahm 1935 als Spielertrainer einer deutschen Studentenauswahl an den Akademischen Weltspielen in Budapest teil. 1936 spielte er mit der deutschen Nationalmannschaft bei den Olympischen Sommerspielen in Berlin.
Als Spielwart für den Raum Berlin-Brandenburg war Duis dem „Fachamt 4 Handball/Basketball“ des Deutschen Reichsbundes für Leibesübungen untergeordnet.